# Paul Hall
Paul Anthony Hall est un footballeur jamaïcain né le 3 juillet 1972 à Manchester (Angleterre). Il joue au poste d'attaquant.

## Carrière
- 1990-1993 : Torquay United  Angleterre
- 1993-1998 : Portsmouth FC  Angleterre
- 1998-2000 : Coventry City  Angleterre
- 1999 : → Bury FC (prêt)  Angleterre
- 1999-2000 : → Sheffield United (prêt)  Angleterre
- 2000 : → West Bromwich Albion (prêt)  Angleterre
- 2000 : → Walsall FC (prêt)  Angleterre
- 2000-2001 : Walsall FC  Angleterre
- 2001-2004 : Rushden & Diamonds  Angleterre
- 2004-2005 : Tranmere Rovers  Angleterre
- 2005-2007 : Chesterfield FC  Angleterre
- 2007-2008 : Walsall FC  Angleterre
- 2008 : → Wrexham AFC (prêt)  Pays de Galles
- 2008 : Newport County  Pays de Galles
- 2008-2010 : Stratford Town  Angleterre[1]

## Sélections
- 41 sélections et 4 buts avec l'équipe de Jamaïque de 1997 à 2002